# Новое (Бежаницкий район)
Новое — деревня на севере Бежаницкого района Псковской области. Входит в состав сельского поселения муниципальное образование «Добрывичская волость».
Расположена на берегу реки Уда, в 30 км (или в 66 км по дорогам) к северо-востоку от райцентра Бежаницы и в 14 км к востоку от волостного центра, деревни Добрывичи.

## Население
Численность населения деревни по состоянию на 2000 год составила 29 жителей.

## История
До 2005 года входила в состав ныне упразднённой Соколовской волости.